# Andrés Manuel Díaz
Andrés Manuel Díaz Díaz (La Coruña, 12 de julio de 1969) es un corredor de medio fondo español. Representó a España en los Juegos Olímpicos de 1996 y 2000 y ganó la medalla de bronce en la prueba de 1500 metros del Campeonato Mundial de Atletismo en Pista Cubierta de 1999.
Su marca personal al aire libre es de 3:31.48, pero sobre todo destacó bajo techo – su marca de 3:33.32 fue el récord de Europa en pista cubierta. durante 22 años, hasta que se lo arrebató Jakob Ingebrigtsen el 9 de febrero de 2021.

## Carrera
Díaz empezó su carrera especializándose en los 800 metros. Sus primeras competiciones internacionales ocurrieron en 1995, cuándo alcanzó las semifinales del Campeonato Mundial de Atletismo en Pista Cubierta de 1995 y corrió en las series del Campeonato Mundial de Atletismo de 1995. Ganó la medalla de plata en las Universiadas de 1995, por detrás de Ezequiel Sepeng. Su debut olímpico vino en los Juegos Olímpicos de Atlanta 1996, donde fue eliminado en la primera ronda de los 800 m. Estuvo cerca de conseguir una medalla en el Campeonato Europeo de Atletismo en Pista Cubierta de 1996, donde terminó cuarto.
Díaz cambió de distancia, compitiendo en los 1500 metros a partir de 1997, año en que mejoró su registro personal en más de seis segundos con un tiempo de 3:34.52. Alcanzó la final en el 1500 m del Campeonato Mundial de Atletismo en Pista Cubierta de 1997, acabando quinto. Una nueva cuarta plaza en el Campeonato Europeo de Atletismo en Pista Cubierta de 1998 le hizo volver a rozar una medalla internacional. Mejoró su tiempo hasta los 3:32.17 en julio de 1998 y acabó séptimo en la final del IAAF Grand Prix de ese año. En una reunión celebrada en El Pireo en febrero de 1999 sorprendió al batir el récord de Europa en pista cubierta de 1500 m, mejorando el registro de Peter Elliott en más de un segundo con una marca de 3:33.32 minutos. Hizo otro buen tiempo en el Campeonato Mundial de Atletismo en Pista Cubierta de 1999 del mes siguiente, solo un poco más lento que el anterior récord de Elliott, pero fue batido por Haile Gebrselassie y Laban Rotich; de todos modos, esto le supuso la medalla de bronce y su primer podio en una prueba internacional importante. En el Campeonato Mundial de Atletismo de 1999, celebrado en Sevilla, Díaz buscaba una medalla en casa en el 1500. En la carrera más rápida de la historia de la competición, Díaz consiguió una mejor marca personal con 3:31.83, pero acabó en quinto lugar, por detrás de sus compatriotas Reyes Estévez y Fermín Cacho.
En su segunda experiencia olímpica consiguió el séptimo puesto en el 1500 de los Juegos Olímpicos de Sídney 2000. Después de esta actuación corrió el mejor 1500 m de su carrera en la reunión Herculis de Mónaco, completando la distancia en un tiempo de 3:31.48. A partir de 2001 empezó a correr en los 3000 metros, ganando un título nacional y un segundo puesto en la prueba de la Copa de Europa de 2001. Su última actuación internacional fue en el Campeonato Mundial de Atletismo de 2001, donde no consiguió acabar su serie de 1500 m. Se retiró en 2003.